# 中国气象局数值预报中心
中国气象局数值预报中心是中国气象局下属的业务部门，主要负责数值预报模式的业务化运行管理和具有中国自主知识产权的气象预报数值模式GRAPES的研发工作。人员主要由原中国气象局气象科学研究院的模式研发人员和气象中心数控室的人员组成。
中心于2010年正式成立。